# François Degelas
François Frans Degelas ou De Gelas, surnommé Sooi ou Susse, est un footballeur international belge né à Rhode-Saint-Genèse le 10 juillet 1928, et mort dans cette même commune le 19 novembre 2004.

## Biographie
François Degelas effectue onze saisons au RSC Anderlecht comme milieu de terrain. En 232 matchs avec les Mauves, il remporte six fois le Championnat de Belgique : en 1949, 1950, 1951, 1954, 1955 et 1956.
Il joue les deux matchs de la première participation d'Anderlecht à la Coupe d'Europe en 1956.
Il a également disputé quatre rencontres sous le maillot des Diables Rouges entre 1955 et 1957. 
Degelas termine sa carrière de joueur au RRC Tournaisien, évoluant en Division 1 en 1958-1959.

## Palmarès
- International de 1955 à 1957 (4 sélections)
- Première sélection : le 5 juin 1955, Belgique-Tchécoslovaquie, 1-3 (match amical)
- Champion de Belgique en 1949, 1950, 1951, 1954, 1955 et 1956
- 232 matches et 28 buts marqués en Division 1[5].